# Чевкініт-(Се)
Чевкініт-(Се) — мінерал із групи силікатів, силікат кальцію, церію, торію, заліза, титану та ін. острівної будови.
Названий іменем начальника штабу Корпусу гірничих інженерів у Санкт-Петербурзі Костянтина Чевкіна (G.Rose, 1839).

## Опис
Хімічна формула:
- 1. За Є. К. Лазаренком: (Ce, La)2Ti2 [O4|Si2O7].
- 2. За «Fleischer's Glossary» (2004): (Ca, Ce, Th)4(Fe, Mg)2(Ti, Fe)3Si4O22.

Домішки: UO, MnO, Y2O3, ThO2, UO3, Nb2O5. Містить (%): CaO — 3,25; Ce2O3 — 22,80; ThO2; FeO — 9,17; TiO2 — 16,07; SiO2 — 20,68; H2O — 0,42.
Сингонія моноклінна. Утворює призматичні, таблитчасті та пластинчасті кристали. Спайності немає. Густина 4300—4930 кг/м³. Твердість за мінералогічною шкалою — 5,5-6,0. Колір оксамитово-чорний, яскраво-коричневий. Риса темно-бура. Блиск смолистий. Непрозорий. Часто ізотропний.

## Розповсюдження
Трапляється в лужних гранітах, сієнітах, гранітних і сієнітових пегматитах спільно з ільменітом, сфеном, цирконом.
Супутні мінерали: гадолініт, титаніт, апатит, кронштедтит, ортит, кварц. Зустрічається як акцесорний мінерал в сієнітових та гранітових пегматитах.
Знахідки: в Ільменський горах (Урал), на острові Мадагаскар, у штаті Вірджинія (США), штат Мадрас (Індія) та інших місцях.

## Різновиди
Розрізняють:
- чевкініт бериліїстий (різновид чевкініту, який містить до 2,1 % ВеО),
- чевкініт ніобіїстий (різновид чевкініту, який містить до 7,40 % (Nb, Ta)2O5),
- чевкініт торіїстий (різновид чевкініту, який містить до 20,91 % ThO2).
- пер'єрит — складний силікат рідкісних земель.